# Rauvolfia insularis
Rauvolfia insularis är en oleanderväxtart som beskrevs av Markgraf. Rauvolfia insularis ingår i släktet Rauvolfia och familjen oleanderväxter. Inga underarter finns listade i Catalogue of Life.